# Oeverbisschopsmuts
Oeverbisschopsmuts (Racomitrium aciculare) is een soort uit het geslacht bisschopsmuts (Racomitrium). Hij komt voor als pionier op zure steen.

## Determinatie
De soort is gemakkelijk te herkennen omdat het de kenmerkende cellen van het geslacht bisschopsmuts (langwerpig met zeer bochtige celwanden) combineert met eirond-langwerpige bladen met brede top en enkele verspreide tanden. 
Planten met sporenkapsels zijn in het buitenland vrij algemeen maar in Nederland heel zeldzaam.

## Verspreiding
Oeverbisschopsmuts is in Nederland zeer zeldzaam. Hij staat op de Nederlandse Rode Lijst in de categorie 'gevoelig'.